# خلدون المبارک
خلدون المبارک (به عربی: خلدون خليفة المبارك) از بازرگانان اماراتی می‌باشد. او همچنین مدیر اجرایی باشگاه فوتبال منچستر سیتی است که متعلق به منصور بن زاید آل نهیان شاهزاده اماراتی می‌باشد.